# Letter

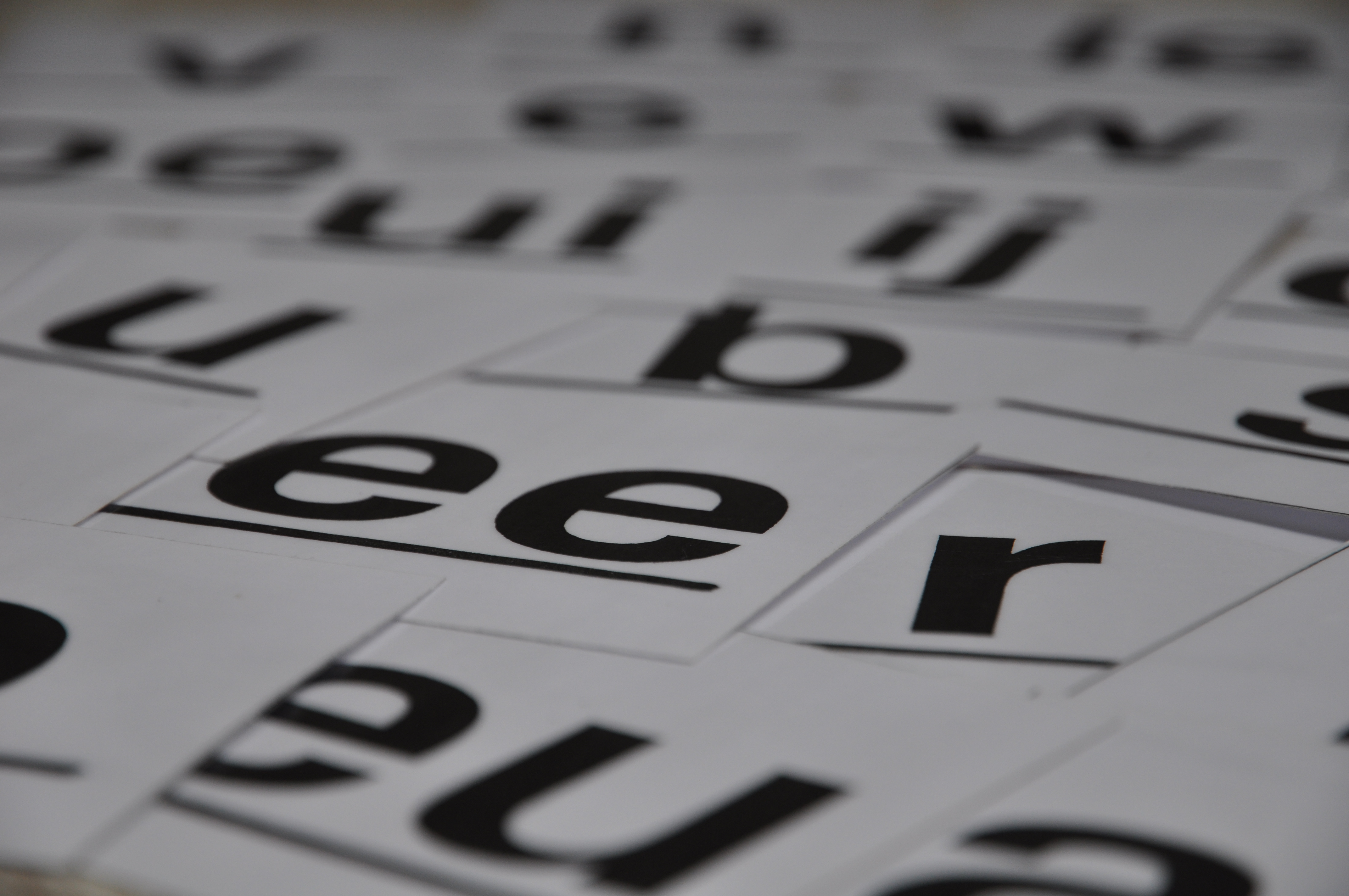
Letterkaartjes

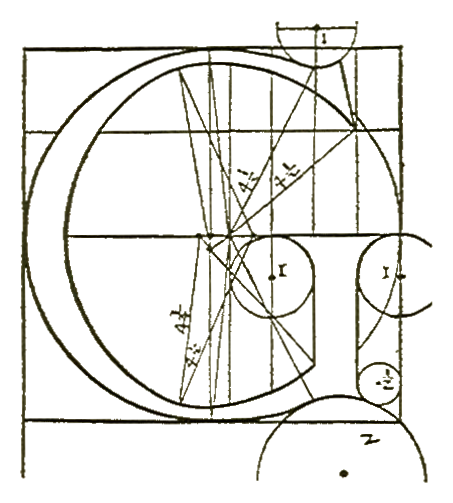
Letterontwerp uit 1517

Een letter of karakter is een teken opgebouwd uit streken om in de geschreven taal een of enkele opeenvolgende klanken uit de gesproken taal weer te geven. De verschillende soorten streken vormen samen de letteranatomie. De letters die in een taal gebruikt worden, vormen samen het alfabet van die taal. Een klein aantal letters is hierbij genoeg voor alle woorden. Hoe beter echter de letters de spraak, en dus alle klanken ofwel de klankinventaris van een taal moeten kunnen vertegenwoordigen, hoe meer tekens er nodig zijn. Toch blijft dit aantal vrijwel altijd onder de vijftig, wat het alfabet tot een handiger middel om gesproken taal weer te geven maakt dan de hiërogliefen.
Het begrip grafeem betekent feitelijk hetzelfde als letter, maar deze term wordt hoofdzakelijk in fonologische contexten gebruikt, doorgaans in combinatie met het begrip foneem. 

## Het begin als pictogram
De vroegste geschriften bestonden uit gestileerde symbolen voor concrete begrippen. Als het woord voor waterkan opgeschreven werd, werd een tekening van een kan gemaakt. Dit is een pictogram. Later volgde het gebruik van ideogrammen: het teken voor zon werd ook gebruikt voor begrippen als dag en licht. Nog later werden pictogrammen verbonden met de klank van het woord (fonogrammen). Het teken van de waterkan kon bijvoorbeeld ook gebruikt worden in de zin dat kan ik of in het woord kant. Pictogrammen, ideogrammen en fonogrammen werden door elkaar gebruikt en leverden een soort rebusschrift op. Voorbeelden hiervan zijn het spijkerschrift (3000 v.Chr., Soemerië) en de vroege hiërogliefen (2500 v.Chr., Egypte). De Egyptenaren gingen het verst met de ontwikkeling tot klankschrift.

## Van pictogram totfonetisch alfabet
De Feniciërs (een zeevarend en handeldrijvend volk dat onder meer woonde waar tegenwoordig Libanon en Syrië liggen) zijn er uiteindelijk in geslaagd een succesvol fonetisch (=klank) schrift te ontwikkelen dat bestond uit 22 medeklinkers. Het is niet bekend wanneer dit eerste alfabet werd ontwikkeld, maar wel is zeker dat vele volkeren rondom de Middellandse Zee dit overnamen en dat het rond 1000-500 v.Chr. algemeen in gebruik was in die gebieden. Zo zijn het huidige Grieks, Hebreeuws en Arabisch alfabet afstammelingen van het Foenicisch schrift.
Van de Griekse beschaving werd het alfabet door de Romeinen overgenomen (circa 300 v.Chr.). Omdat het Latijn wat andere klanken kende, veranderde er in de loop der eeuwen enkele kleinigheden in het Griekse alfabet. Dit alfabet is het Latijns schrift.
Het Cyrillisch alfabet, dat gebruikt wordt in veel Slavische talen, is ook afkomstig van het Grieks alfabet. Het werd in de 9de eeuw speciaal voor de Slavische vertaling van de Bijbel ontworpen door de Byzantijnse geleerde broers Cyrillus en Methodius.
De alfabetten in Zuid-Azië en Zuidoost-Azië hebben hun oorsprong in India.

## Geschiedenis van de lettervorm in het Westen
Grote invloed op de uiterlijke vorm van de lettertekens hadden de gebruikte schrijfmaterialen, het doel waarvoor geschreven werd en de productiesnelheid en de heersende opvattingen over stijl en schoonheid. In de loop der tijden is de lettervorm daarom steeds blijven veranderen en tegenwoordig zijn er vele verschillende soorten in gebruik.

### Romeinse tijd
De Romeinen schreven met een rietpen op papyrusrollen. Papyrus is vezelig, waardoor geen fijn schrift gebruikt kon worden en ook de rietpen leende zich daar niet voor. De Romeinse samenleving hechtte veel waarde aan ordening en geometrische vormen. Zo ontstonden de grote Romeinse kapitalen, die samenstellingen van vierkanten en cirkels zijn. Later ontwikkelde zich een makkelijker te schrijven variant van deze hoofdletters, de rustica of ook wel rotunda genoemd. Deze letters zijn wat smaller (en nemen minder van het dure papyrus in beslag) en hebben minder hoekige vormen.
Rond 300 raakte het gebruik van perkament en vellum (gemaakt van dierenhuiden) meer en meer in zwang. Het oppervlak hiervan was veel gladder en leende zich voor fijner schrift. In die tijd raakte ook het gebruik van de ganzenveer in zwang, die ook een fijner schrift kon produceren. Papyrusgeschriften moesten opgerold bewaard worden, maar het gebruik van perkament maakte het mogelijk de codex te ontwikkelen: afzonderlijke bladzijden ingenaaid en ingebonden in een kaft.

### Vroege Middeleeuwen
Na het uiteenvallen van het Romeinse Rijk rond 400 verviel de eenheid in gebruikte lettervormen en in verschillende centra in Europa ontwikkelden zich uiteenlopende schriftvormen, die slechts een ding gemeen hadden: het gebruik van stokken en staarten. Het zich steeds uitbreidende christendom ontwikkelde een verfijnder vorm van de rustica: de unciaal. Kenmerken van deze letter zijn: de sierlijke ronde vorm, die geen stokken of staarten kent boven of onder de schrijflijnen. Bij de half-unciaal zijn er enkele kleine stokken of staarten te herkennen. Het schrijfwerk speelde zich voornamelijk in de kloosters af. Met name in Ierse kloosters werd dit schrift verfijnd, en ontstond de gewoonte het schrift te versieren (verluchten of illumineren heet dit, zie het artikel over de boekverluchting). Doel van het produceren van schrift was bij te dragen tot de glorie van God en efficiëntie speelde geen rol. Uiteindelijk leidde dit tot de vervaardiging van het schitterende Book of Kells waarvan soms beweerd wordt dat aan de vervaardiging van een enkele pagina een monnik zijn hele leven besteedde. Kenmerkend voor dit boek en andere in Ierland en de Britse eilanden gemaakte handschriften zijn de sierlijke, van oorsprong keltische geometrische versieringen.
Toen rond 800 door Karel de Grote weer een eenheid gesmeed was binnen Europa, verstrekte Karel aan enkele schrijfmeesters de opdracht een lettertype te ontwikkelen dat algemeen gebruikt zou worden in kloosters en wetenschappelijke instituten. De schrijfmeesters grepen terug op de unciaalvorm, maar werkten deze letter uit met stokken en staarten. Deze letter werd de Karolingische minuskel genoemd. De schrijfmeesters stelden ook regels op voor het indelen van schrijfwerk: de hoofdtitel werd uitgevoerd in Romeinse kapitalen, subtitels in rustica of unciaal en de tekstblokken in de minuskel.

### Late Middeleeuwen
Schrijven en lezen was voornamelijk voorbehouden aan de geestelijke stand. Op enkele uitzonderingen na konden koningen en edellieden meestal wel (moeizaam) lezen maar niet schrijven en zeker het gewone volk kon niet lezen of schrijven. Nog steeds was het zo, dat het schrijven door ambachtslieden werd uitgevoerd, in de kloosters en ook in de opkomende gilden voor schrijvers en verluchters. Wel is er een nieuwe groep die het lezen machtig wordt: de wetenschappers. Ook voor kooplieden werd het steeds noodzakelijker dat ze zelf konden lezen en schrijven.
Omdat het schrijven door ambachtslieden geschiedde, die voor opdrachtgevers werkten, ontwikkelden zich geen persoonlijke handschriften en daardoor is de vorm van de Karolingische minuskel eeuwenlang in gebruik gebleven. Toch is er wel invloed op de lettervorm te ontdekken: zo ontstond er door kennismaking met oosterse beschavingen een ietwat amandelvormige variant en zeker de gotische stijl was van invloed op het lettertype: er ontstonden hoekige vormen. In Duitsland ging men het verst met deze hoekige vormen. Daar schreef men de letters extreem smal en hoekig, waardoor een star en lastig leesbaar schriftbeeld ontstond, het Fraktur.

### Renaissance
Tijdens de Renaissance ontstond in Florence en Venetië bij wetenschappers de behoefte om zelf de schrijfkunst te beoefenen, en men zocht naar een schriftsoort die sierlijker was dan de plompe gotische vormen en ook makkelijker schrijfbaar. Uitgaande van de oorspronkelijk Karolingische minuskel ontwikkelde men het humanistische schrift, dat ietwat schuin geschreven werd (dat is makkelijker en sneller te produceren). Uiteindelijk ontwikkelde dit humanistisch schrift zich tot de cursief, ook wel italiek genoemd. Dit elegante schrift, dat zeer ritmisch geschreven kan worden, leende zich uitstekend voor het uitbundig versieren van stokken en staarten met artistieke krullen.

### Nieuwe tijd

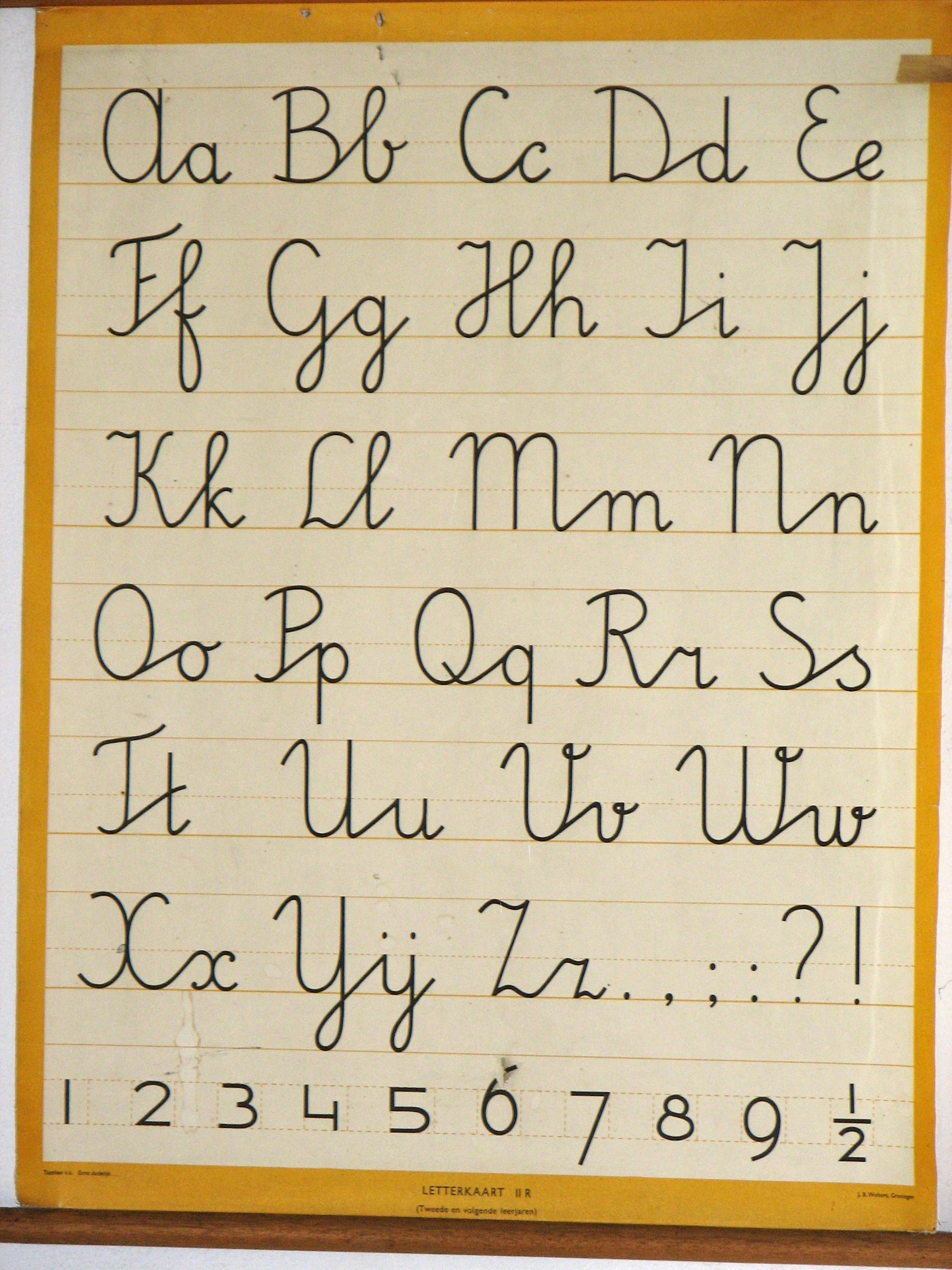
Schrijfletters voor het verbonden of lopend schrift

Nadat rond 1500 de boekdrukkunst werd toegepast, werd de drukletter ontwikkeld. Bij de eerste gedrukte boeken sneed men een hand-gekalligrafeerde pagina in spiegelschrift uit op een houten blok, maar de toenemende vraag naar boeken maakte deze methode te omslachtig. Daarom ontstond de methode waarbij losse letters in verschillende grootte en typen vervaardigd werden, die samen een pagina vormden. De letters konden later weer opnieuw voor een ander werk gebruikt worden. De vorm van de drukletter werd gebaseerd op de Karolingische minuskel, hoewel in Duitsland tot 1940 gewerkt werd met gotische drukletters. Het ontwikkelen van drukletters en het opmaken van drukwerk leidde tot het ontstaan van nieuwe beroepen: de grafische ontwerpers. Dit vak wordt ook aan kunstacademies onderwezen. De computer verschafte de grafische ontwerpers vele nieuwe mogelijkheden. De beroepen van schrijver en verluchter werden overbodig.
Het gebruik van de boekdrukkunst leidde nog wel tot het ontstaan van een nieuw, handgeschreven lettertype. Op de koperplaat bleek men zeer fijne letters te kunnen graveren, en door toepassing van verschillende hulpmiddelen kon men buitengewoon fijne krulpatronen maken, veel verfijnder dan ooit met handschrift mogelijk zou zijn. De vorm van de ganzenveer kon deze fijne letter- en krulpatronen niet maken, maar na 1850 werd op grote schaal de metalen pen in productie genomen, waardoor men met de pen het copperplate-schrift kon namaken: dit schrift kenmerkt zich door de schuine stand, de dunne ophalen en de dikke neerhalen, het aaneenschrijven van de letters met sierlijke ophalen en de lussen aan kop- en staartletters (ook wel het lopend schrift genoemd). Deze schrijfwijze is het schrift dat in Nederland op vele scholen tot in de jaren 1960 aan de kinderen op Nederlandse lagere scholen werd geleerd.
De belangstelling voor de oude kalligrafie herleefde rond 1850 als vorm van hobby. Nadat de Engelse huisarts Edward Johnston rond 1900 de oude lettervormen had bestudeerd, gaf hij in 1906 een leerboek uit voor kalligrafie. Johnston ontwikkelde ook nieuwe lettervormen. Mede door zijn werk groeide de hobby van het kalligraferen uit tot de zelfstandige kunstvorm, die het heden ten dage is. Nu kalligrafie een kunstvorm is, worden er vele alfabetten ontwikkeld, met zeer persoonlijke kenmerken.

## Letters in Zuid-Azië en Zuidoost-Azië
De talen in Zuid- en Zuidoost-Azië hebben hun eigen klanken, letters en alfabetten, die in meer of mindere mate op elkaar lijken. Dit is zo omdat de alfabetten in deze regio zijn gebaseerd op een of meer oude Brahmische schriften. Ook is er in sommige landen een sterke Chinese invloed op de klanken, terwijl men toch een alfabet gebruikt (in China gebruikt men geen alfabet maar karakters of symbolen). Ook al lijken deze Aziatische letters en alfabetten voor westerlingen soms op het eerste gezicht op elkaar, toch kan bijvoorbeeld een Thai het Indische alfabet niet lezen en moet hij het Indische alfabet van de grond af aan leren. Elk land heeft er zijn eigen alfabet, gebaseerd op het Indische alfabet, en gebruikt een eigen schrift. Het Indiaas en het Nepalees gebruiken een sterk op elkaar gelijkend schrift. Ook het schrift van Laos en Thailand lijkt op elkaar. Het schrift van Myanmar heeft veel weg van dat in Sri Lanka.
In Zuidoost-Azië (Thailand, Laos, Cambodja en Vietnam) is er ook een grote Chinese invloed op de taal, wat zich uit in het gebruik van verschillende tonen of klanken. Daar westerlingen niet aan het gebruik van verschillende tonen in een taal gewend zijn, kan een westerling vaak geen verschil in uitspraak ontdekken in woorden die dezelfde klank gebruiken maar andere tonen. Het woord Maa in Thailand heeft, afhankelijk van de toon waarmee het woord uitgesproken wordt, de volgende betekenis: paard, hond, kom (werkwoord). En Kie Maa betekent, afhankelijk van de gebruikte tonen, ofwel paardrijden of hondenpoep. Deze tonen worden ook opgeschreven in het Thaise schrift, al worden ze niet gerekend tot het Thais alfabet, dat uit meer dan 70 letters bestaat.
De oosterse alfabetten hebben alle het kenmerk dat een letter soms voor, soms na, soms boven en soms onder de voorgaande letter kan worden geschreven. Een pagina wordt net als in het westen van links naar rechts en van boven naar onder gelezen.
Voorbeelden van letters uit verschillende landen:
- Hindi: भारत गणराज्य
- Nepalees: नेपाल अधिराज्य
- Thais: ภาษาไทย
- Laotiaans: ສາທາລະນະລັດປະຊາທິປະໄຕ ປະຊາຊົນລາວ
- Vietnamees: Cộng hòa Xã hội chủ nghĩa Việt Nam (In Vietnam verboden de Franse bezetters het gebruik van het Vietnamese schrift)